# 玉城街道 (玉环市)
玉城街道，前称城关镇，是中华人民共和国浙江省玉环市下辖的一个街道办事处，是玉环市政府驻地所在地，也是玉环市的市中心。玉城街道东临漩门湾，南接坎门街道、大麦屿街道，北靠芦浦镇，西嵌乐清湾。

## 行政区划

### 历史沿革
玉城街道的人类活动痕迹，可追溯到2800年前的三合潭遗址，该遗址位于玉城街道下辖南山村。玉城街道于清朝以前属地为乐清地。清雍正六年（1778年）建玉环厅时，在境内筑城，故俗称城里。民国元年（1912年）改称朝珠镇，后分为珠城镇、西青镇，又于民国17年（1928年）併为环山镇。1980年1月改称为城关镇后，将青马、沙鳝、环城3乡并入。2000年6月改为珠港镇城关办事处，2009年改为玉城街道。

### 详细区划
玉城街道现下辖共47个村级区划单位，其中包括12个社区和35个行政村：县前社区、西门社区、垟青社区、西溪社区、东门社区、石井社区、县东社区、玉潭社区、解放塘社区、南门社区、双港社区、城南社区；上段村、环城村、章家村、渔岙村、前塘垟村、后塘垟村、塘里村、小水埠村、后蛟村、环东村、环礁村、南山村、北山村、小普竹村、外马道村、西滩村、西青塘村、江岩村、上岙村、中段村、白岩村、城东村、犁头咀村、三水村、三潭村、玉兴村、环峰村、青峰村、西青岭村、港湾村、金港村、城中村、玉善村、北城村、九山村。

## 旅游景点

### 三合潭遗址
三合潭遗址位于玉城街道下辖的南山村，距今约有2800 - 2400年的历史，遗址面积约2500平方米，文化层厚2米左右，遗物散布面积约2.1平方公里。遗址是在1981年当地村民挖土取沙时发现的。遗址延续期长达1800年，为研究中国大陆东南沿海岛屿史前文化提供了丰富资料。

### 玉环公园
玉环公园建成于1996年8月，占地8.5万平方米，是玉环市最大的城市公园。公园主要分为景观区和游乐区两部分，景观区是玉环市城内最大的绿地。